# Mikel Balenziaga
Mikel Balenziaga Oruesagasti (* 29. Februar 1988 in Zumarraga) ist ein spanischer Fußballspieler, der seit Sommer 2023 für Deportivo La Coruña spielt.

## Karriere
Balenziaga begann seine Karriere bei Real Sociedad San Sebastián, wo er für die Drittligamannschaft spielte. 2008 wechselte er zu Athletic Bilbao. Sein Erstligadebüt gab er am 2. Spieltag 2008/09 gegen den FC Málaga. 2009 wurde er an den Zweitligisten CD Numancia ausgeliehen. 2011 wechselte er zum Zweitligisten Real Valladolid, mit dem er 2012 in die erste Liga aufstieg. 2013 kehrte er zum Ligakonkurrenten Bilbao zurück. In Bilbao verbrachte er die folgenden 10 Jahre und absolvierte in dieser Zeit 221 Ligaspiele für die Basken. Anfang Juli 2023 wechselte er zu Deportivo La Coruña in die Primera Federación.
Erfolge
- Aufstieg in die Primera División: 2011/12 (Real Valladolid)
- Spanischer Superpokalsieger (2): 2015 und 2021 (Athletic Bilbao)